# Römerbrücke (Scheibbs)
Die Römerbrücke in Scheibbs, früher auch Kapuzinerbrücke, ist mit Errichtung 1554 die älteste Brücke in der Stadtgemeinde Scheibbs in Niederösterreich und darüber hinaus im gesamten Erlauftal. Für Jahrhunderte war sie auch kilometerauf- und abwärts bis ins 19. Jahrhundert die einzige Brücke weit und breit, die über die Erlauf führte und die aus Stein war. Um 1870 sollte sie abgerissen und durch einen Neubau ersetzt werden. Die Brücke steht unter Denkmalschutz (Listeneintrag).
Die Römerbrücke befindet sich einen Kilometer flussaufwärts einer anderen historischen Brücke, der Heubergbrücke.

## Name
Vermutlich wurde der Tuffsteinfels mitten in der Erlauf, auf dem die Brückenbögen ruhen, schon von den Römern als Flussquerungsstelle genutzt, worauf sich der heutige Name zurückführen lässt. Möglicherweise liegt es auch einfach nur an der Bauform, die Abfolge dreier fast gleich großer Tonnengewölbe, eine Bauart, die die Römer auch bei ihren Brücken und Aquädukten verwendet haben. Der Begriff Römerbrücke wurde generell europaweit auch für Brücken verwendet, die wesentlich später, ab Mittelalter, errichtet wurden und optisch einer antiken römischen Brücke ähneln.

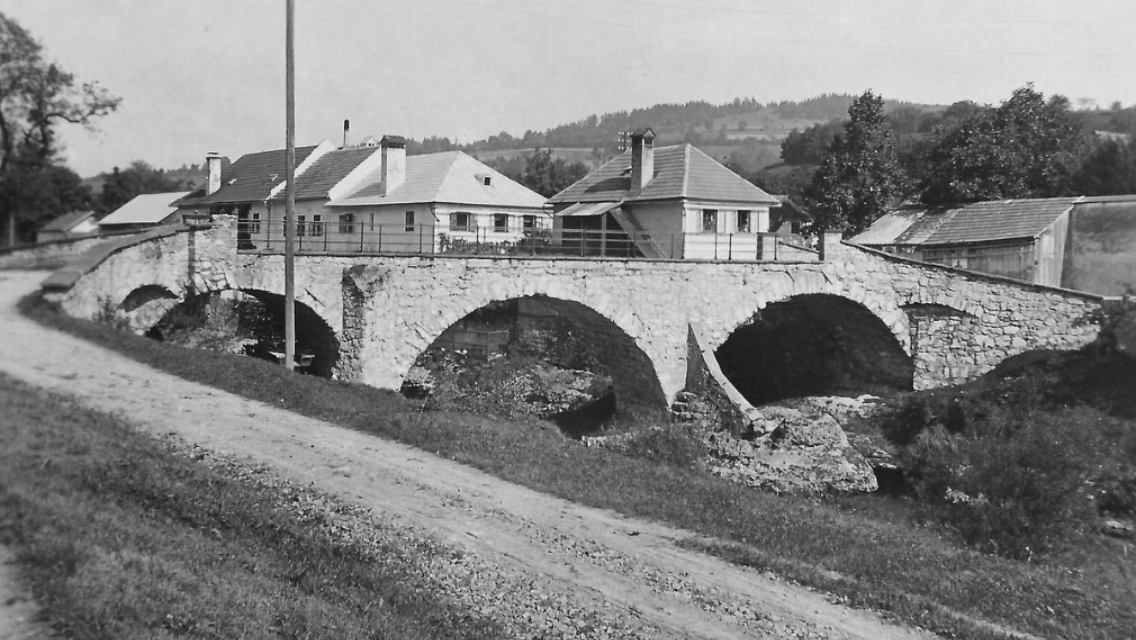
Römerbrücke

Ein früherer Name war Kapuzinerbrücke; nachdem der erste Name der Brücke Steinerne Brücke war, was damals auf die Besonderheit und Exklusivität im Vergleich zu den üblichen, billigeren Holzbrücken hindeutet, ist es wahrscheinlich, dass der Name „Kapuzinerbrücke“ erst entstand, als das benachbarte Kapuzinerkloster ein Jahrhundert später – 1678 – am rechten Ufer direkt an der Brücke errichtet wurde.

## Geschichte
An der Stelle, an der sich heute die Brücke befindet, befand sich bereits im Jahr 1336 ein Steg; gegenüber der Brücke liegt am linken Erlaufufer der 1316 errichtete Steghof.
Die Brücke wurde 1554 außerhalb der Scheibbser Stadtmauern auf Betreiben der Scheibbser Bürgerschaft von Johann Valentin Staudinger gebaut. Der Maurermeister Hans Neuner führte den Bau aus und verrechnete 215 Pfund Pfenning. Staudinger war die von der Stadt eingesetzte Bauaufsicht. Damals „steinerne Brücke“ genannt, ist ihr Bau durch eine Kostenaufschlüsselung über den Brückenbau belegt:

„Vermerckt was Joh. Valentin Staudinger zur Erpauung der gemaurten Prukhen ober de Erlauff underhalb des Markht Scheibs empfangen hab zu Tausentfünffhundert und in dem vierundfünffzigißtn Jar.“

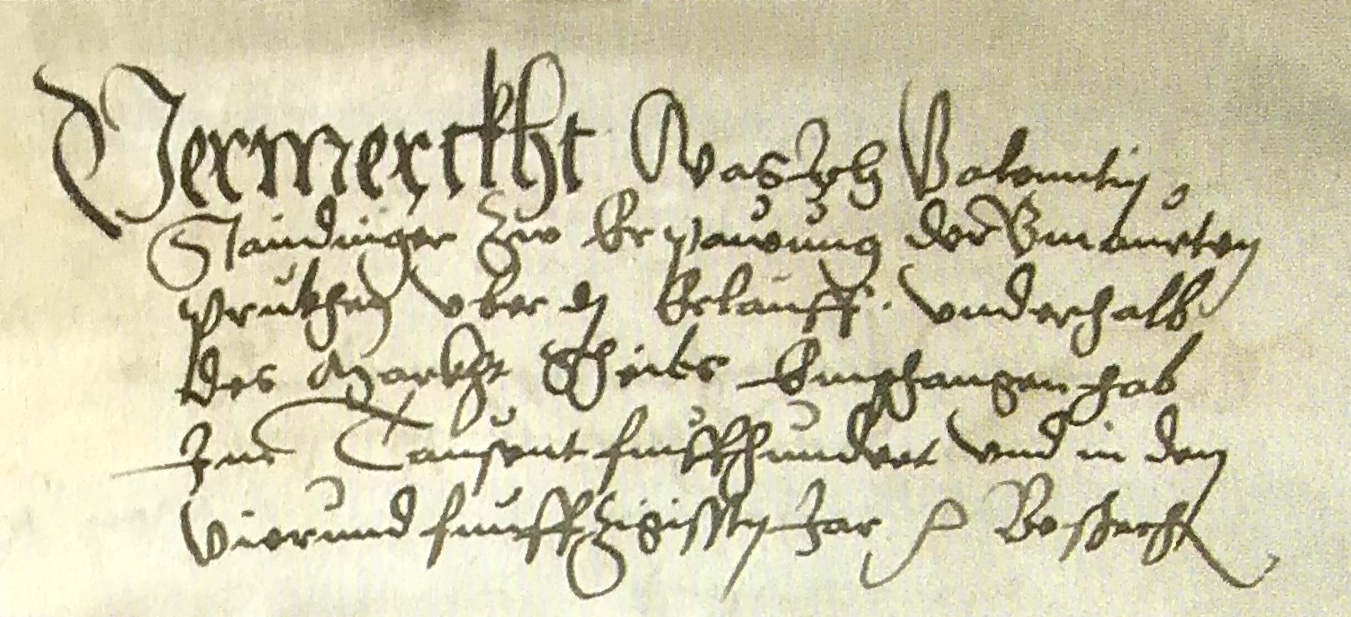
Römerbrücke Vermerk Staudinger

Der Grund der Errichtung ist nicht bekannt. Möglicherweise war die Brücke ein wichtiges Infrastrukturprojekt, nachdem 1544, also zehn Jahre davor, die Talenge Peutenburg freigesprengt wurde, die bisher regen Verkehr mit Gaming und der Steiermark verhindert hatte. Ab 1538 kam es zu verstärktem Handel mit Eisenerz, und der bisherige Holzsteg könnte dem steigenden Verkehrsaufkommen nicht mehr gewachsen gewesen sein. 1561 wurde mit der Dreimärkterstraße mit Purgstall und Gresten die Infrastruktur komplettiert, wodurch der Handel erst richtig aufblühte. Der Neubau der Brücke war also ein wichtiger Teil in einem Infrastruktursystem, um dem steigenden Handelsaufkommen gerecht zu werden. 

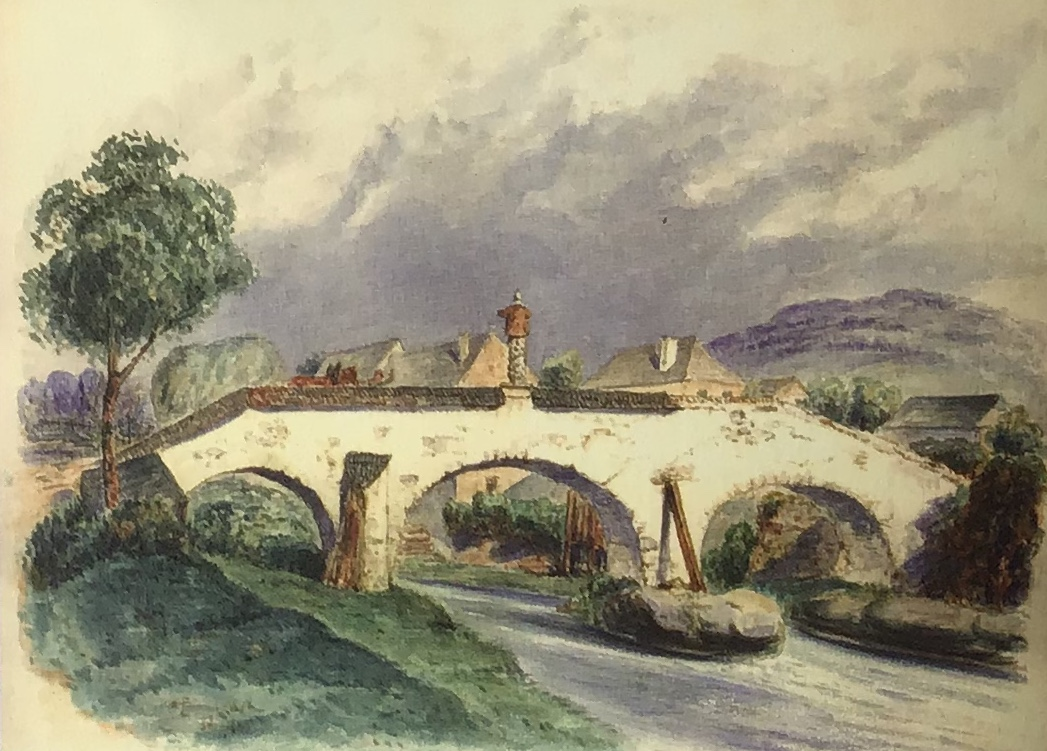
Frühes 19. Jh.: Man sieht den hölzernen Eisbaum, die Statuen in der Brückenmitte und die Holzschindeln entlang der Brüstung, die zum rechten Ufer schon verloren sind.

Der dreiachsige, tonnenüberwölbte Bruchsteinbau mit Nasenpfeiler über dem Tuffsteinfels war ursprünglich verputzt. Das Baumaterial kam aus dem Tuffsteinbruch in Neustift. Ursprünglich war die Brücke mit Steinbrüstungen, welche mit Holzschindeln gedeckt waren, versehen.

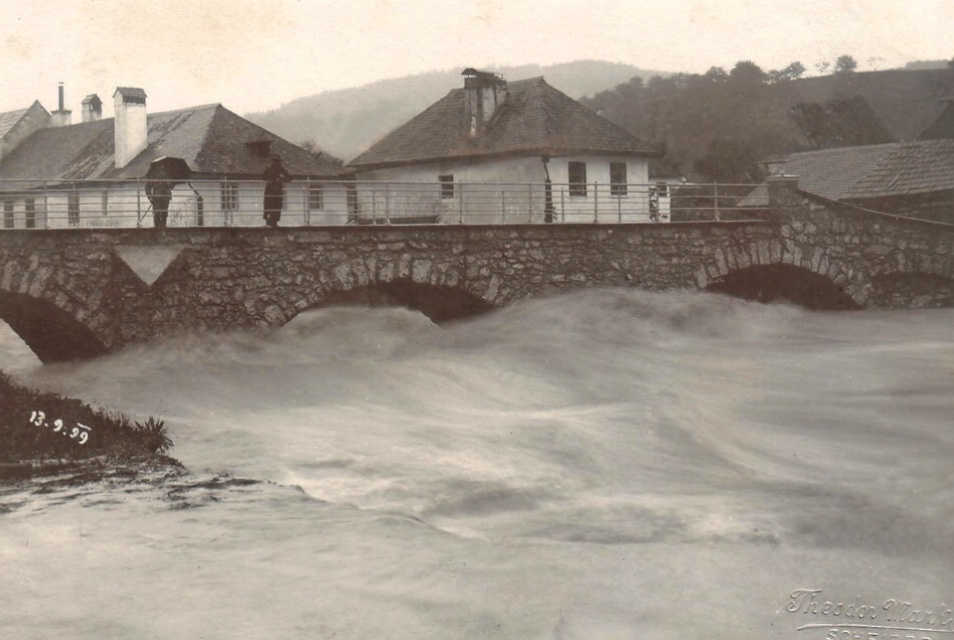
Die Brücke bei Hochwasser (1899).

Aufgrund der Felsenenge im Wasser und ihrer geringen Spannweiten hatte die Brücke bei Hochwasser immer wieder mit Verklausungen zu kämpfen, was der Holztrift hinderlich war. Die Jahre 1871–73 waren die Schicksalsjahre der Brücke, denn in dieser Zeit drohten ihr Abriss und ihre Ersetzung durch eine Eisenkonstruktion Realität zu werden. 1869 ging die Herrschaft Gaming samt Holzschwemm-Privilegien an die Actiengesellschaft für Forstindustrie. Diese wollte die Nutzholztrift möglichst ertragreich nutzen. Die Römerbrücke mit ihrem auf einem großen Konglomeratfelsen ruhenden Mittelpfeiler, war ein großes Hindernis für die Trift. 

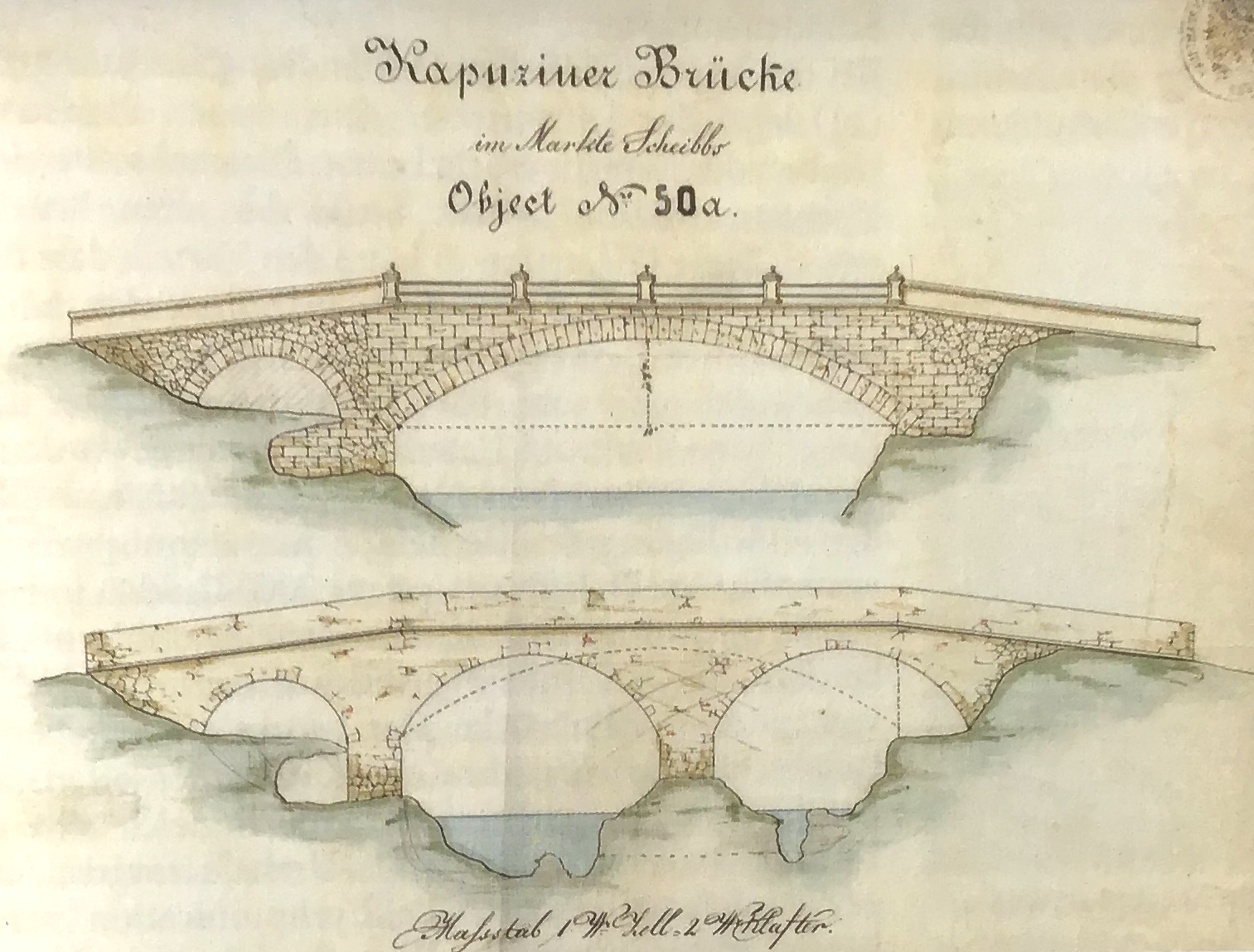
Römerbrücke Umbau

Erst ging es um einen Brückenumbau, bei dem der Felsen in der Erlauf gesprengt, die beiden Mittelbögen abgerissen und durch einen weiten Gewölbebogen ohne Mittelpfeiler ersetzt werden sollte. Später wurde ein neuer Plan vorgelegt, der vorsah, die gesamte Brücke abzureißen und durch eine Eisenfachwerkbrücke zu ersetzen. 

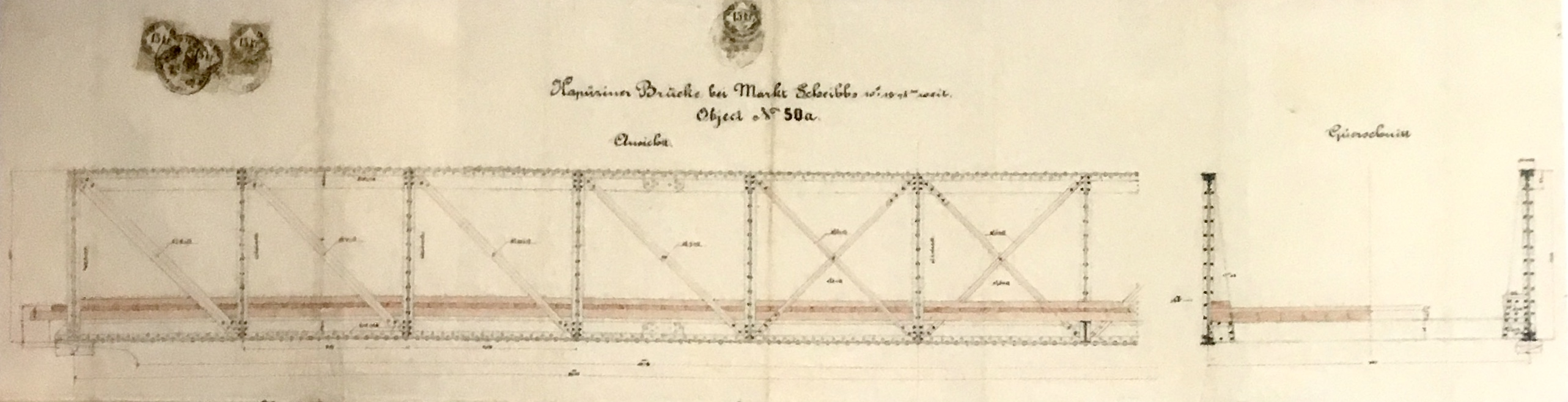
Römerbrücke Ersatzbrücke

Da es in den jahrelangen Verhandlungen darum ging, wer was zahlen sollte, sollte den Gemeinden mit dieser Variante eine flache, breite Durchfahrt schmackhaft gemacht werden. Letztendlich wurden die Pläne 1873 fallen gelassen, da man sich nicht einigen konnte. Inzwischen waren jedoch Sprengungen an Teilen des Mittelfelsens unter der vorhandenen Brücke durchgeführt worden. Ebenso wurde der hölzerne Eisbaum durch einen steinernen Nasenpfeiler ersetzt, die Steinbrüstungen entfernt und durch Eisengeländer ersetzt. 

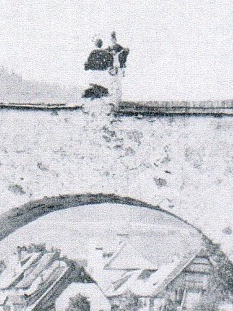
Statuen 1853: Links vorne mit dem Rücken zugewandt der Hl. Nepomuk, rechts dahinter etwas verdeckt die höhere Dreifaltigkeit

Noch im Jahre 1853 wird erwähnt, dass sich auf den Steinbrüstungen in der Mitte der Brücke eine Statue des Heiligen Nepomuk und eine Dreifaltigkeitsstatue befanden. Als diese Steinbrüstungen um 1870 im Zuge der Diskussion eines Brückenumbaues durch ein Eisengeländer ersetzt wurden, hat man die Dreifaltigkeitsstatue in nächster Nähe zur Brücke zum Steghof versetzt. 

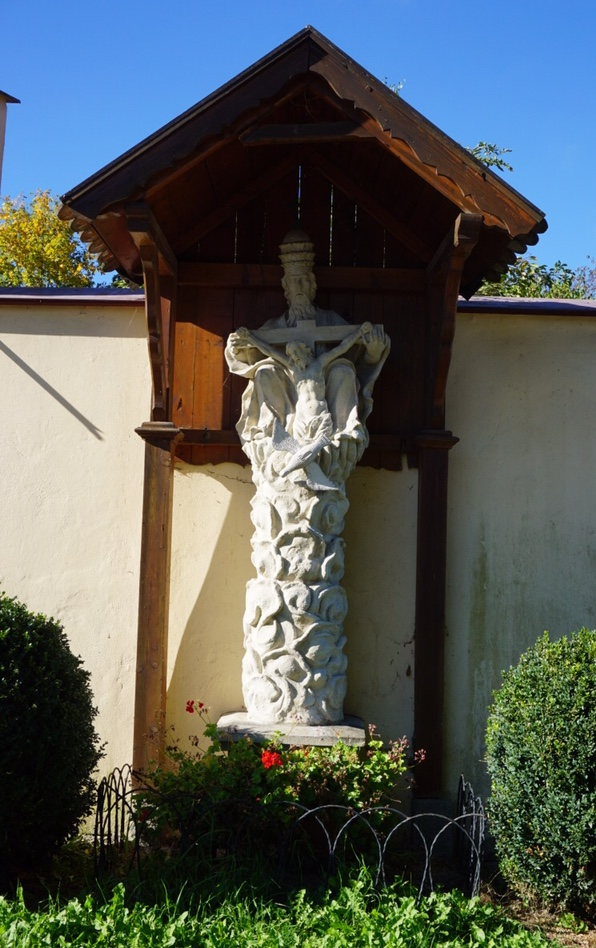
Römerbrücke Dreifaltigkeit jetzt vor dem Steghof (2019)

Die Statue des heiligen Johannes Nepomuk wurde angeblich später von einem Bauern mit dem Wagen umgefahren und in die Erlauf gestoßen. Die Trümmer wurden einige Zeit im Steghof gelagert und 1945 von den Russen in die Erlauf geworfen, wo sie vom Hochwasser weggeschwemmt worden sind.

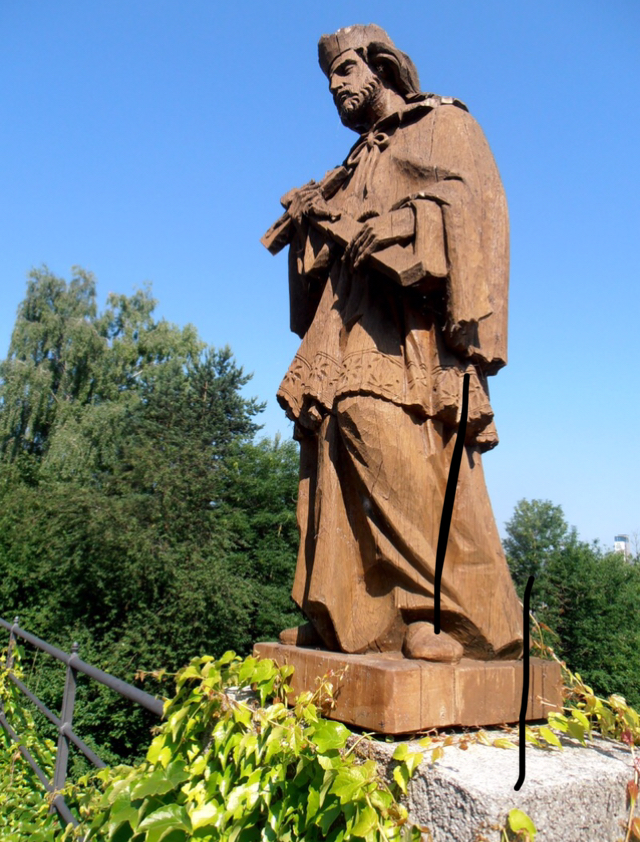
Nepomuk von 1989 an seinem alten Standort am rechten Brückenkopf (2019)

Die jetzige eichenhölzerne Statue des Johannes Nepomuk wurde vom Scheibbser Bildhauer und Kulturpreisträger Josef Lechner (1934–2014) im Jahre 1989 geschaffen und auf Anregung von Jolanthe Haßlwander am rechten Brückenkopf der Römerbrücke aufgestellt. Der Standort auf der Römerbrücke war stark den Witterungseinflüssen ausgesetzt, sodass das Eichenholz über die Jahrzehnte zunehmend verwitterte. Um die Statue des Nepomuk vor weiterem Verfall zu bewahren, war eine Restaurierung dringend erforderlich. Diese wurde vom ehemaligen Berufsschullehrer Walter Reiter, der sich bereits um die Sanierung der Töpperkapelle in Neubruck Verdienste erworben hatte, vorgenommen. Nach der Restaurierung erhielt die Nepomuk-Figur im Jahr 2023 einen neuen Standort neben der Römerbrücke und wurde zudem mit einer Überdachung eines Lunzer Metalltechnikunternehmens versehen.